# Ghale Bozorg
Ghale Bozorg – wieś w Iranie, w ostanie Azerbejdżan Zachodni, w szahrestanie Mijandoab. W 2006 roku liczyła 289 mieszkańców.